# 35 v.Chr.
Het jaar 35 v.Chr. is een jaartal volgens de christelijke jaartelling. 

## Gebeurtenissen

### Italië
- Gaius Julius Caesar Octavianus lijft aan de noordgrens met Dalmatië, de Illyrische gebieden (waaronder het huidige Kroatië) in en noemt het Pannonia. De vestingstad Siscia wordt na een belegering van 30 dagen ingenomen. Octavianus plaatst er een Romeins garnizoen, hij laat er een forum, handelshaven en muntsmederij bouwen.
- De Pannoniërs (Pannonii) sluiten een bondgenootschap met Dalmatië en komen in opstand tegen de Romeinse overheersing.

### Klein-Azië
- Sextus Pompeius wordt in Milete gevangengenomen en in het openbaar geëxecuteerd. Dit gebeurt zonder proces, waar hij als Romeins burger recht op heeft.

### Palestina
- Aristobulus III hogepriester (35 v. Chr.)
- Herodes de Grote laat Aristobulus III, Hogepriester van Jeruzalem, verdrinken in een van de zwembaden van het winterpaleis bij Jericho. Hij wordt ervan verdacht een staatsgreep te willen plegen.

## Geboren
- Glaphyra, prinses en dochter van Archelaüs van Cappadocië (overleden 7)

## Overleden
- Aristobulus III, kroonprins en Hogepriester van de Joodse Hasmonese staat (Israël)
- Gaius Sallustius Crispus (51), Romeins historicus
- Publius Terentius Varro (47), Romeins neoterisch dichter
- Sextus Pompeius Magnus, Romeins veldheer en zoon van Pompeius Magnus